# Alkula
Alkula est un quartier du district de Ristinummi à cinq kilomètres du centre-ville de Vaasa en Finlande.

## Présentation
En 2015, Alkula comptait 2 118 habitants.
Le parc Alkulan puisto est situé à Alkula.